# Ray Stevens
Ray Stevens, pseudonimo di Harold Ray Ragsdale (Clarkdale, 24 gennaio 1939), è un cantautore, comico e produttore discografico statunitense.

## Biografia
Nato in Georgia, ha iniziato ufficialmente a fare il musicista nel 1957, anno in cui ha firmato un contratto con la Prep Records, sussidiaria della Capitol Records, che ha prodotto i suoi primi singoli Silver Bracalet e Rang Tang Ding Dong. Nel 1958 viene chiamato da Bill Lowery per lavorare nella neonata National Recording Corporation; qui adotta il nome Ray Stevens e suona diversi strumenti.
Sigla un contratto con la Mercury Records nel 1961 e con questa etichetta discografica registra diversi brani tra cui Santa Claus Is Watching You, Ahab the Arab e Funny Man. Nel 1966 passa alla Monument Records e inizia a registrare diversi brani di musica country-comica tra cui Gitarzan. Diviene ospite fisso nella trasmissione The Andy Williams Show nel periodo 1969-1970. Le sue canzoni vengono anche interpretate da altri artisti come Ross D. Wyle, O.C. Smith e Sammy Davis Jr.
Collabora negli studi della A&R con diversi artisti e gruppi in qualità di produttore, musicista e compositore per tutti gli anni '60 e '70. Tra questi vi sono Brenda Lee, Brook Benton, Patti Page, Joe Dowell, Dusty Springfield e Dolly Parton.
Negli anni '70 comincia a produttore diversi musicisti della scena di Nashville. Inoltre ottiene successo nel 1970 con il suo brano Everything Is Beautiful, che arriva primo nella Billboard Hot 100 per due settimane, in Canada ed Australia, terzo in Irlanda e sesto nella Official Singles Chart e vince anche un Grammy Award (1971, miglior interpretazione maschile) e che viene seguito da America, Communicate with Me e Sunset Strip. Il suo brano Bridget the Midget (The Queen of the Blues) raggiunge i vertici delle classifiche anche nel Regno Unito. Si dedica quindi anche all'attività live.
Al contempo continua ad apparire come ospite in numerose trasmissioni TV.
Nel 1974 produce un'altra hit country, ossia The Streak che arriva prima nella Billboard Hot 100 per tre settimane, in Canada, nel Regno Unito e Nuova Zelanda e seconda in Australia ed Irlanda.
Vince nuovamente il Grammy con Misty e ritorna al vertice delle classifiche country con Indian Love Call e Young Love.
Nel 1976 firma un contratto con la Warner Bros. Records, per la quale registra una cover di You Are So Beautiful e altri singoli.
Dopo essere passato alla RCA Records, pubblica altri due singoli nel 1980: Shriner's Convention e Night Games.
Nel 1983 si trasferisce nuovamente alla Mercury, che firma il suo disco Me.
Con la MCA Records pubblica il Greatest Hits (1987), che viene certificato disco di platino.
Nel 1989 realizza la canzone satirica Working for the Japanese.
Negli anni '90 prende una nuova direzione decidendo di finanziare la costruzione di un teatro a Branson (Missouri). Inoltre realizza diversi video nel 1992 intitolati complessivamente Comedy Video Classics, che riscuotono molto successo attraverso i media nazionali. Nel 1993 decide di chiudere il suo teatro a causa della stanchezza dovuta al fatto che replicava i suoi spettacoli due volte al giorno per sei giorni alla settimana e per cinque mesi consecutivi. Molti suoi spettacoli in teatro sono stati filmati e pubblicati, su tutti Ray Stevens Live!. Quest'ultimo, pubblicato nel 1994, è rimasto nella classifica Billboard's Home Video per circa due anni.
Nel 1996 torna dopo diverso tempo alla musica su disco pubblicando Hum It e un CD natalizio, dopodiché registra del materiale per la sua etichetta personale chiamata Clyde Records.
Nel 1999 gli viene diagnosticato un tumore alla prostata e perciò decide di lasciare l'attività live. Non smette però di cantare e comporre, né di apparire in TV. Nel 2002 pubblica il brano satirico Osama Yo-Mama.

## Discografia parziale
- 1,837 Seconds of Humor (1962)
- This Is Ray Stevens (1963)
- The Best of Ray Stevens (1967)
- Even Stevens (1968)
- Gitarzan (1969)
- Have a Little Talk with Yourself (1969)
- Everything Is Beautiful (1970)
- Ray Stevens... Unreal!!! (1970)
- Ray Stevens' Greatest Hits (1971)
- Turn Your Radio On (1972)
- Losin' Streak (1973)
- Nashville (1973)
- Boogity Boogity (1974)
- Misty (1975)
- The Very Best of Ray Stevens (1975)
- Just for the Record (1976)
- Feel the Music (1977)
- There Is Something on Your Mind (1977)
- Be Your Own Best Friend (1978)
- The Feeling's Not Right Again (1979)
- Shriner's Convention (1980)
- One More Last Chance (1981)
- Don't Laugh Now (1982)
- Greatest Hits (1983)
- Me (1983)
- He Thinks He's Ray Stevens (1984)
- I Have Returned (1985)
- Surely You Just (1986)
- Greatest Hits, Vol. 1 (1987)
- Get the Best of Ray Stevens (1987)
- Crackin' Up! (1987)
- Greatest Hits, Vol. 2 (1987)
- I Never Made a Record I Didn't Like (1988)
- Beside Myself (1989)
- His All-Time Greatest Comic Hits (1990)
- #1 With a Bullet (1991)
- Ahab the Arab (1992)
- Classic Ray Stevens (1993)
- 20 Comedy Hits (1995)
- Hum It (1997)
- Ray Stevens Christmas: Through a Different Window (1997)
- Osama-Yo' Mama, The Album (2002)
- Box Set (2005)
- We the People (2010)